# Студия Саундрама
Сту́дия SounDrama (Студия Саундрама) — команда, состоящая из музыкантов, композиторов, хореографов, актёров, звукорежиссёров.

## История
Основателями студии являются музыканты «Пан-квартета», художественный лидер Саудрамы — музыкант, актёр и режиссёр Владимир Панков. В 2003 году был создан первый спектакль «Красной Ниткой» в Центре драматургии и режиссуры, с премьеры которого Студия и отсчитывает своё существование. Постепенно к коллективу присоединялись актёры, музыканты, хореографы.
Студия записала музыку к более 30 театральным спектаклям, кинофильмам и сериалам, ежегодно выпускает театральные спектакли (преимущественно в постановке В. Панкова) в сотрудничестве с Центром драматургии и режиссуры, Театром.doc , Театром наций , Центром им. Вс. Мейерхольда  в Москве; Театром «Ильхом» , Национальным академическим белорусским театром им. Я. Купалы в СНГ, а также театрами во Франции, Германии и Польши.
Принимала участие во многих европейских фестивалях: в Бельгии, Венгрии, Германии, Польше, Финляндии, Франции, а также ближнего зарубежья и России.

## Жанр Саундрама
С первого спектакля в 2003 году были заложены основы и принципы существования студии, которые соблюдаются и по сей день. Соединение нескольких жанров в одном привело к формированию нового, ни на что не похожего жанра — «Саундрама».

Есть драма, есть звук, звуковая драма, саунд — саундрама. В этом названии есть код, который ведёт нас по жизни. В нём всё заложено, поэтому можно даже фантазировать: что это может быть. Тут соединяются все жанры, которые до этого были придуманы. Поэтому мы можем ими жонглировать, соединять оперу, драматический театр, балет и психологическую драму. — Владимир Панков о жанре саундрама

## Участники
Среди корифеев: Сергей Родюков, Александр Гусев, Андрей Заводюк, Павел Акимкин, Алиса Эстрина, Анастасия Сычёва, Сэсэг Хапсасова.
Художественный лидер — Владимир Панков, продюсер — Ника Гаркалина.

## Театральные и музыкальные проекты
- «Красной Ниткой» по пьесе А. Железцова, Центр драматургии и режиссуры совместно с Театр.doc, Москва, 2003
- «Сладкоголосая птица юности», Театр «Современник», 2003
- «Двенадцатая ночь», МКТС, 2003
- «Вий», Театр им А. Пушкина, 2003
- «Потрясённая Татьяна», Практика (театр), 2003
- «Трансфер», Центр драматургии и режиссуры, 2003
- «Не в свои сани не садись», Омск, 2004
- «Мата Хари», Театр Апарте, 2004
- «Мещане», МХТ им. Чехова, 2004
- «Количество», МХТ им. Чехова, 2004
- «Гроза», Театр «Современник», 2004
- «Поздравляю с будним днём», Театр им А. Пушкина, 2004
- «Маскарад», Театр Сатирикон, 2004
- «Скользящая Люче», Центр драматургии и режиссуры, 2004
- «Сон в шалую ночь», Театр им А. Пушкина, 2004
- «Любовные страдания девицы Авдотьи Максимовны», Московский Областной камерный театр, 2004
- «ДОК.ТОР» по пьесе Е. Исаевой, Студия SounDrama совместно с Театр.doc, Москва, 2005
- «Газета „Русский инвалидъ“ за 18 июля», Театр Et Cetera, 2006
- «Переход», Центр драматургии и режиссуры совместно со студией SounDrama, 2006
- «Морфий» по произведению М. Булгаков, Театр Et Cetera, Москва, 2006
- «Переход» , Студия SounDrama совместно с Центр драматургии и режиссуры, Москва, 2006
- «Три сестры» — вокальное трио (Ольга Бергер, Анастасия Сычёва, Алиса Эстрина) в сопровождении музыкантов студии SounDrama, 2006
- «Пожары», Театр Et Cetera, 2007
- «Гоголь.Вечера.Майская ночь, или Утопленница» по повести Н. Гоголя, Студия SounDrama, Центр им. Вс. Мейерхольда, компания «Театральные решения», Москва, 2007
- «Молодец/Le Gars» по поэме М. Цветаевой, Студия SounDrama совместно с Театром Наций, Москва, 2007
- «Гоголь.Вечера. Сорочинская ярмарка» по повести Н. Гоголя, Студия SounDrama, Центр им. Вс. Мейерхольда, компания «Театральные решения», Москва, 2008
- «Олеся», Театр-студия п/р О. Табакова, 2009
- «Гоголь.Вечера.Накануне Ивана Купала» по повести Н. Гоголя, Студия SounDrama, Центр им. Вс. Мейерхольда, компания «Театральные решения», Москва, 2009
- «Ромео и Джульетта» по трагедии У. Шекспира, Театр наций, Москва, 2009
- «Свадьба» по пьесе А. Чехова, Национальный академический театр имени Янки Купалы, Минск, 2009
- «Территория Любви» по пьесе М. Кристофера, Арт-Партнёр XXI, Москва, 2009
- «Васса Железнова», МХТ им. Чехова, 2010
- «Семь Лун» по произведению А. Навои, Театр «Ильхом» имени Марка Вайля, Ташкент, 2010
- «Я, Пулемётчик» по пьесе Ю. Клавдиева, Студия SounDrama, Москва, 2010
- «Город.Ок» по произведениям В. Ирвинга и М. Салтыкова-Щедрина, Международный театральный фестиваль им. А. П. Чехова, Москва, 2011
- «О.С.» по роману Ш. де Лакло, Студия SounDrama, Москва, 2011
- «Синдром Орфея» по поэме В. Маяковского и пьесе Ж. Кокто, Театр Види-Лозан и  Международный театральный фестиваль им. А. П. Чехова, Лозанна, 2012
- «Дождь за стеной» по пьесе Ю. Клавдиева, Театр «Ильхом» имени Марка Вайля, Ташкент, 2013
- «Машина» по пьесе Ю. Клавдиева, Гоголь-центр, Москва, 2013
- «Сказка» по мотивам произведения А. Пушкина «Сказка о мёртвой царевне и о семи богатырях», Провинциальные танцы, Екатеринбург, 2013
- «Война» по произведениям Р. Олдингтона «Смерть героя», «Илиада» Гомера и «Записки Кавалериста» Н. Гумилёва , Международный театральный фестиваль им. А. П. Чехова и Эдинбургский международного фестиваль, Эдинбург — Москва, 2014
- «Двор» по пьесе Е. Исаевой, Гоголь-центр, Москва, 2014
- «Зойкина квартира» по пьесе М. Булгакова, Свердловский театр драмы, Екатеринбург, 2015
- «Кто боится Вирджинии Вульф?» по пьесе Э. Олби, Арт-Партнёр XXI, Москва, 2015
- «Утиная охота» по пьесе А. Вампилова, Театр Et Cetera, Москва, 2015
- «Демон» по произведениям М. Лермонтова «Демон» и «Герой нашего времени», Международная конфедерации театральных союзов (МКТС) при поддержке Межгосударственного фонда гуманитарного сотрудничества государств-участников СНГ (МФГС), Бишкек, 2016
- «Кеды» по пьесе Л. Стрижак, Центр драматургии и режиссуры, Москва, 2017
- «Москва — открытый город.Переход» ,  Центр драматургии и режиссуры, Москва, 2017
- «Старый дом» по пьесе А. Казанцева, Центр драматургии и режиссуры, Москва, 2017
- «Три сестры» по пьесе А. Чехова, БДТ им. Г. Товстоногова, Санкт-Петербург, 2017
- «Федра» по произведению М. Цветаевой, Театр «Ильхом» имени Марка Вайля, Ташкент, 2017
- «Однорукий из Спокана» по пьесе М. Макдонаха, Центр драматургии и режиссуры, Москва, 2018
- «Мама» по пьесе А.Волошиной, Центр драматургии и режиссуры, Москва, 2018
- «Медведь» по пьесе А. Чехова, совместный проект Центра драматургии и режиссуры с Международным театральным фестивалем им. А.П. Чехова, Москва, 2019
- «Фабричная девчонка» по пьесе А. Володина, Центр драматургии и режиссуры, Москва, 2019
- «Загнанных лошадей пристреливают, не правда ли?» по роману Х. МакКоя, Центр драматургии и режиссуры, Москва, 2020

## Фильмы
- «Док.тор» (2012) по мотивам одноимённого спектакля по сценарию Елены Исаевой, режиссёр Владимир Панков[22][23], имеет награды[24]

### Саундтреки к фильмам
- «Дети Арбата», реж. А. Эшпай, композитор А. Леденёв, 2004
- «Авантюристка», реж. Д. Дьяченко, 2005
- «Большое зло и мелкие пакости», реж. Е. Жигаева, 2005
- «Лесная царевна», реж. Т. Эсадзе, 2005
- «Бешеная», реж. Д. Фёдоров, 2007
- «Май», реж. М. Рафиков, И. Рубинштейн, 2007
- «На море», реж. Я. Чеважевский, 2009
- «Трасса М8», реж. А. Грабарь, 2009

## Награды
- «Московские дебюты» (2003)[25]
- «Акция» (2003)[26]
- «Московский комсомолец» (2006)
- «Новая драма» (2006)[27]
- «Чайка» (2006)
- «Триумф» (2007)
- «Музыкальное сердце театра» (2007, 2009)[28]
- «Контакт» (Торунь, Польша, 2007)[29]
- «ДемоЛюди» (Ольштын, Польша, 2007)[30]
- Фестиваль «Белая Вежа» (Брест, Беларусь, 2009)
- Национальная премия «Золотая маска» (2014)